# リン・ジョリッツ
リン・グリア・ジョリッツ（Lynne Greer Jolitz、1961年6月30日 - ）は、アメリカ合衆国のソフトウェア開発者である。夫のウィリアム・ジョリッツと共にオープンソースのOSの先駆けとなる386BSDを開発したことで知られるほか、シリコンバレーで多くのスタートアップ企業を設立した。
ジョリッツはオペレーティングシステムやコンピュータネットワークに関する問題についての記事を執筆しており、この分野における権威でもある。インターネットのニュースサイトのコメンテーターとしてコンピュータ業界の出来事について論じ、『バイト』誌に頻繁に寄稿している。また、インターネット技術や半導体メモリに関する特許を取得し、技術論文や記事を執筆している。高速ネットワーキングとOS設計における長年の功績によりGeek of the Week賞を受賞している。
現在、カリフォルニア大学バークレー校でジョリッツが独自に設計したサーバベースの動画制作エンジンを使用するインターネット新興企業、クールクリップ・ネットワークのアドバイザーを務める。
ジョン・C・ドヴォラックの番組"Dvorak's RealComputing"において、ブロードバンドの影響について議論を行った。
ジョリッツはカリフォルニア大学バークレー校物理学科の卒業生であり、卒業生への働きかけが評価されて、同学部から同窓会賞を受賞した。また、女性の起業家・ネットワーク技術者のグループ内にて活発に活動しており、科学技術分野を学ぶ女子学生の指導に積極的に取り組んでいる。
ジョリッツはカリフォルニア州ロスガトスに住んでいる。